# Mariola Jarocka
Mariola Jarocka – wrocławska pisarka, autorka książek dla dzieci i młodzieży.

## Twórczość
W swym dorobku ma pozycje z literatury baśniowej: „O dzieciach dla dzieci”, „Smocze opowieści”, „Baśnie w kolorach tęczy”, beletrystycznej: „Piekielna rodzinka”, „Niezwykłe przygody Bartka Renklody” i popularnonaukowe: „Nasza Polska”, „Podróże z legendą” oraz serie „Sam/a” i „Świat Malucha”.